# Enok Zeeb
Enok Johannes Karl Malakias Zeeb (* 15. Februar 1882 in Qaarsut; † 12. Oktober 1925 in Saattut) war ein grönländischer Landesrat.

## Leben
Enok Zeeb war der Sohn des Jägers Andreas Hans Karl Zeeb und seiner Frau Sara Helene Lovise Jakobsen. Enok selbst war ebenfalls Jäger wie sein Vater. Er wurde 1917 für eine Legislaturperiode bis 1922 in Nordgrønlands Landsråd gewählt. Er starb drei Jahre später im Alter von 43 Jahren bei der Jagd im Kajak.